# Vrátnicová žíla
Vrátnicová žíla, též vrátnice či portální žíla (latinsky: vena portae) je žíla, která odvádí krev ze střev a přiléhajících žláz do jater. Krev ve vrátnicové žíle obsahuje vstřebané živiny, vedlejší produkty metabolismu buněk a toxiny uvolňované střevními bakteriemi – tyto látky se v játrech dále zpracovávají.
Vrátnicová žíla vzniká spojením dvou žil: v. splenica, která před spojením přibírá vena mesenterica inferior a v. mesenterica superior. Dále přibírá krev z v. gastrica dextra et sinistra a z v. cystica, která odvádí krev ze žlučníku. Jaterní bránou vstupuje do jater, kde se dělí na dvě větve, pravou a levou, a dále se větví až na interlobulární žíly protékající portobiliárním prostorem. Ty se větví do sinusoid protékajících mezi trámci hepatocytů a stékají se v centrální žíle.
Centrální žíly se spojují a krev z nich odtéká do jaterních žil, které se vlévají do dolní duté žíly.